# Бюкер, Хайнц
Хайнц Бюкер (нем. Heinz Büker; 6 июля 1941, Оберхаузен) — немецкий гребец-байдарочник, выступал за сборные ФРГ и Объединённой Германии на всём протяжении 1960-х годов. Бронзовый призёр летних Олимпийских игр в Токио, серебряный и бронзовый призёр чемпионатов мира, чемпион Европы, победитель многих регат национального и международного значения. Также известен как тренер и спортивный функционер.

## Биография
Хайнц Бюкер родился 6 июля 1941 года в городе Оберхаузене. Активно заниматься греблей начал с раннего детства, проходил подготовку в местном одноимённом спортивном клубе «Оберхаузен».
Впервые заявил о себе в сезоне 1961 года, выступив на чемпионате Европы в польской Познани и выиграв там золотую медаль в программе эстафеты 4 × 500 метров совместно с такими гребцами как Фриц Бриль, Пауль Ланге и Фридхельм Венцке.
Первого серьёзного успеха на мировом уровне добился в 1963 году, когда попал в основной состав немецкой национальной сборной и побывал на чемпионате мира в югославском Яйце (здесь также разыгрывалось европейское первенство), откуда привёз награду бронзового достоинства, выигранную вместе с напарником Хольгером Цандером в зачёте двухместных байдарок на дистанции 500 метров — в финальном заезде их обошли только два экипажа из Румынии.
Благодаря череде удачных выступлений Бюкер удостоился права защищать честь страны на летних Олимпийских играх 1964 года в Токио, где представлял так называемую Объединённую германскую команду, собранную из спортсменов ФРГ и ГДР. В паре с тем же Хольгером Цандером стартовал здесь в двойках на тысяче метрах, благополучно квалифицировался на предварительном этапе и прошёл стадию полуфиналов, а в решающем заезде пришёл к финишу третьим и завоевал тем самым бронзовую олимпийскую медаль, уступив лишь командам из Швеции и Нидерландов.
Став бронзовым олимпийским призёром, Хайнц Бюкер остался в основном составе гребной команды ФРГ и продолжил принимать участие в крупнейших международных регатах. Так, в 1966 году он выступил на мировом первенстве в Восточном Берлине, где они с Цандером получили серебряные медали в полукилометровой дисциплине байдарок-двоек — у финишной черты лучше них был только румынский экипаж Василе Никоарэ и Атанасие Счотника. Последний раз показал сколько-нибудь значимый результат на международной арене в сезоне 1967 года, когда на домашнем первенстве Европы в Дуйсбурге выиграл серебряную медаль в эстафете.
После завершения спортивной карьеры Бюкер в течение некоторого времени работал тренером на региональном уровне, а затем стал функционером Ассоциации каноэ федеральной земли Северный Рейн-Вестфалия. Женат, есть двое взрослых детей.